# Eugein II de Strathclyde
Eugein II ou Owain de Strathclyde  roi des Bretons de Strathclyde à la fin VIIIe siècle.
Dans la généalogie des rois de Strathclyde ou d’Ath Clut du manuscrit Harleian MS 3859, Eugein ou Owain ou Yvain est désigné comme le fils de Dumngual et le père de Rhiderch. Il est inconnu des autres sources
Eugain II ou Owain succède sans doute à son père mort en 760. Il devait encore être roi de Strathclyde lorsque Dumbarton fut brûlée le 1er des Calendes de janvier 780 sans que l’on sache, si l'incendie était lié à une agression de la ville ou à un simple accident.